# Kazuma Shiina
Kazuma Shiina (椎名 一馬 Shiina Kazuma?, nacido el 26 de agosto de 1986 en Chiba) es un futbolista japonés que se desempeña como guardameta.

## Trayectoria

### Clubes
| Club            | País  | Año         |
| --------------- | ----- | ----------- |
| Fagiano Okayama | Japón | 2009 - 2022 |

## Estadística de carrera

### J. League
| Club            | Año   | J. League | J. League | Copa J. League | Copa J. League | Total | Total |
| Club            | Año   | Part.     | Goles     | Part.          | Goles          | Part. | Goles |
| --------------- | ----- | --------- | --------- | -------------- | -------------- | ----- | ----- |
| Fagiano Okayama | 2009  | 0         | 0         | -              | -              | 0     | 0     |
| Fagiano Okayama | 2010  | 0         | 0         | -              | -              | 0     | 0     |
| Fagiano Okayama | 2011  | 0         | 0         | -              | -              | 0     | 0     |
| Fagiano Okayama | 2012  | 0         | 0         | -              | -              | 0     | 0     |
| Fagiano Okayama | 2013  | 0         | 0         | -              | -              | 0     | 0     |
| Fagiano Okayama | 2014  | 3         | 0         | -              | -              | 3     | 0     |
| Fagiano Okayama | 2015  | 0         | 0         | -              | -              | 0     | 0     |
| Fagiano Okayama | 2016  | 0         | 0         | -              | -              | 0     | 0     |
| Fagiano Okayama | 2017  | 0         | 0         | -              | -              | 0     | 0     |
| Total           | Total | 3         | 0         | 0              | 0              | 3     | 0     |